# Дей, Анджела
Анджела Дей (англ. Angela Day; род. 10 июня 1952) — канадская шахматистка, международный мастер среди женщин (1982).
В составе сборной Канады участница 3-х Олимпиад (1976—1980).